# Ottawa
Ottawa – stolica i czwarte pod względem wielkości miasto Kanady; położone we wschodniej części prowincji Ontario, na południowym brzegu rzeki Ottawa. Aglomeracja stołeczna, z Gatineau na północnym brzegu Ottawy, ma 1 146 790 mieszkańców. Obecnym merem Ottawy jest Jim Watson.

## Geografia
Przez miasto przepływają dopływ rzeki Ottawy, Rideau, oraz Kanał Rideau. Pomiędzy nimi znajduje się najstarsza część miasta, Lowertown lub Basse-ville. Pomiędzy dzielnicą biznesowo-handlową Centretown lub Centre-ville, położoną na zachodnim brzegu kanału, a rzeką Ottawa, na wzgórzu Parliament Hill lub Colline du Parlement, usytuowany jest parlament Kanady.
Ottawa (prócz dzielnic Orléans i Kanata) jest otoczona pasmem lasów, administrowanym przez Narodową Komisję Stolicy.

## Historia
Na terenach obecnej Ottawy i Gatineau zamieszkiwały pierwotnie plemiona Algonkinów. Pierwsza osada europejska (Wright's Town) została zbudowana w 1801 w rejonie wodospadów Chaudière na rzece Ottawa, pod kierownictwem handlarza brytyjskiego Philemona Wrighta. Wright zbudował tu tartak i młyn, napędzane kołami wodnymi. W 1826 pojawił się tu angielski pułkownik John By, pod którego kierownictwem do 1832 wybudowano Kanał Rideau biegnący do Kingston nad jeziorem Ontario. Osada rozwijająca się wokół śluz łączących Kanał Rideau z rzeką Ottawa przyjęła wkrótce nazwę od nazwiska swego założyciela – Bytown. Miasteczko szybko stało się ważnym ośrodkiem gospodarczym i punktem transportowym. W 1855 nazwa miasta została zmieniona na obecną.
31 grudnia 1857 królowa Wiktoria wybrała Ottawę na nową stolicę Kanady. Położona relatywnie daleko od dużych, przemysłowych miast Stanów Zjednoczonych jako jedyna z kandydatów (pozostali – Kingston, Montreal, Quebec i Toronto) nie była zdominowana przez kulturę angielską lub francuską. Ponadto stanowiła kompromis pomiędzy dwoma największymi miastami Kanady, Montrealem i Toronto.
Dalszy rozwój Ottawy był skutkiem rozrostu administracji centralnej. W 1916 miał miejsce pożar parlamentu w Ottawie i w 1922 zbudowano Parliament Hill lub Colline du Parlement.
Miasto rozwinęło się po II wojnie światowej. W 1998 rząd Ontario zdecydował dołączyć do, liczącej wówczas około 350 tysięcy mieszkańców, Ottawy jej przedmieścia Nepean, Kanata, Gloucester, Rockcliffe Park, Vanier i Cumberland oraz wsie West Carleton, Osgoode, Rideau i Goulbourn, tworząc w ten sposób jedno z najrozleglejszych miast świata. Liczba ludności wzrosła o ponad 150%, a koszty administracji lokalnej się zmniejszyły.

## Język
Język angielski jest językiem ojczystym dla 62,6%; francuski dla 14,9% mieszkańców miasta (według danych z 2006). Miasto jest oficjalnie dwujęzyczne.

## Demografia

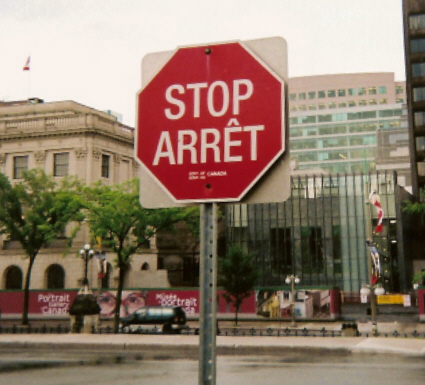
Dwujęzyczny znak STOP

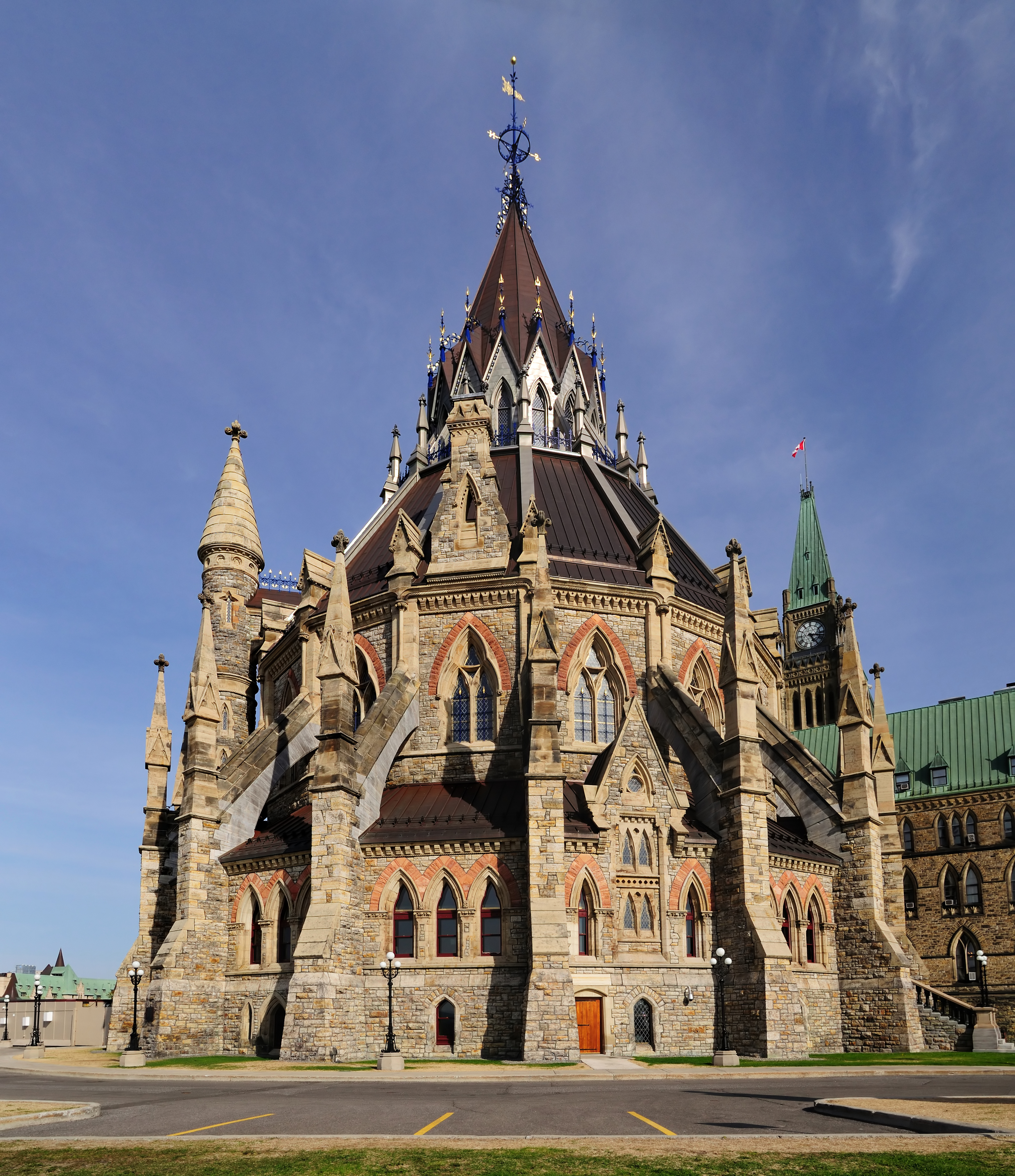
Biblioteka parlamentu

Liczba mieszkańców Ottawy wynosiła 883 391 w 2011 roku. Według spisu powszechnego Statistics Canada z 2001, na terenie miasta znajdowały się 310 132 domy z 210 875 rodzinami. Gęstość zaludnienia wynosi 278,6/km².
72,8% rodzin to małżeństwa mieszkające razem, 11,1% to konkubinaty, a 13,2% stanowią domostwa samotnych kobiet.
25,3% populacji ma poniżej 19 lat, 6,9% jest między 20 i 24 rokiem życia, 32,5% między 25 i 44, 23,8% między 45 i 64 a 11,5% stanowią osoby powyżej 65 lat. Na 100 kobiet przypada 95,1 mężczyzn, a na 100 kobiet w wieku powyżej 18 lat przypada 92,1 mężczyzn.
Średni dochód pracującego mieszkańca wynosi 23 061 lub 39 713 dolarów kanadyjskich rocznie, a średni dochód rodzinny wynosi 73 507 dolarów. Mężczyźni zarabiają średnio 47 203 dolary, kobiety – 31 641 dolarów.

## Edukacja
Na terenie Ottawy znajdują się trzy uniwersytety oraz publiczne i prywatne college. Najważniejsze instytucje edukacyjne to:
- Algonquin College(inne języki) (anglojęzyczny)
- Uniwersytet Carleton (anglojęzyczny)
- Dominikańskie Kolegium Uniwersyteckie (dwujęzyczne)
- La Cité collégiale(inne języki) (francuskojęzyczny)
- Uniwersytet Świętego Pawła (dwujęzyczny)
- Uniwersytet Ottawski (dwujęzyczny)[3]

Ponad 61%[wymaga weryfikacji?] populacji Ottawy ma wyższe wykształcenie.

## Gospodarka
Ottawa jest dynamicznie rozwijającym się miastem o niskim bezrobociu i wysokim standardzie życia. Większość mieszkańców jest zatrudniona w sektorze budżetowym (administracja publiczna, Crown Corporations: Canada Post, VIA Rail, Bank Development Canada i in.)
Rozwinięte są branże przedsiębiorstw telekomunikacyjnych, farmaceutycznych i nowych technologii; zlokalizowane w technoparkach w zachodniej części miasta (wcześniej Kanata). Wśród nich najważniejszymi są Nortel, Alcatel-Lucent, Cognos, JDS Uniphase, Mitel, Bell Canada, TELUS oraz Corel.
Przez miasto przebiegają autostrady 416 i 417.

## Sport
- Ottawa Senators – klub hokejowy
- Ottawa 67’s – klub hokejowy
- Ottawa Rebel – klub lacrosse

## Znane osoby związane z Ottawą
- Gabriela Dabrowski, tenisistka
- Thomas Cavanagh, aktor
- Dan Aykroyd, aktor
- Matt Dusk, piosenkarz
- Justin Trudeau, premier Kanady
- Michael Bublé, piosenkarz
- Paul Anka, piosenkarz
- Margaret Atwood, pisarka
- Sarah Chalke, aktorka
- Adrienne Clarkson, gubernator generalny
- Terry Fox, biegacz
- Tom Green, aktor komediowy
- Peter Jennings, dziennikarz
- Rich Little, aktor komediowy
- Dalton McGuinty, premier Ontario
- Alanis Morissette, piosenkarka
- Matthew Perry, aktor
- Drew Seeley, aktor, piosenkarz
- Justin Bieber, piosenkarz
- Horst Bulau, skoczek narciarski
- Louise Penny, pisarka

## Miasta partnerskie
- Seul (Korea Południowa)
- Pekin (Chiny)
- Buenos Aires (Argentyna)
- Campobasso (Włochy)